# August Mikkelsen
August Mikkelsen, född 24 oktober 2000, är en norsk fotbollsspelare som spelar som offensiv mittfältare eller anfallare för Hammarby IF i Allsvenskan.

## Karriär
Mikkelsen spelade ungdomsfotboll för Tromsdalen UIL och Tromsø IL, och gick på Norges elitidrottshögskola i Tromsø. Han började sin seniorkarriär i Tromsdalen, utlånad sommaren och hösten 2018. 2019 var han tillbaka i Tromsø och gjorde sin Eliteserien debut i maj 2019 mot Odd. Han har även spelat för Norge U19. 2020 spelade han semi-regelbundet för Tromsø, som vann en uppflyttning tillbaka till högsta nivån.
2021 fick Mikkelsen sitt stora genombrott och gjorde åtta mål på 27 ligamatcher, då det nyuppflyttade laget slutade på 12:e plats i tabellen. Den 9 december, efter den senaste ligamatchen, skrev Mikkelsen på ett nytt fyraårskontrakt med klubben. Han var en av tre spelare som nominerats för att vinna Eliteseriens unga spelare, men priset tilldelades så småningom Mads Hedenstad Christiansen. Mikkelsen behöll sin fin form 2022, gjorde sju mål och fem assist på 26 matcher, vilket hjälpte hans lag att sluta 7:a i Eliteserien. Efter säsongen röstades Mikkelsen fram till Årets spelare i Tromsø av klubbens supportrar.
Mikkelsen skrev den 25 januari 2023 på ett fem år långt kontrakt för Hammarby IF i Allsvenskan.

## Karriärstatistik
| Klubb              | Säsong             | Liga               | Liga    | Liga | Nationell cup | Nationell cup | Internationell cup | Internationell cup | Totalt  | Totalt |
| Klubb              | Säsong             | Division           | Matcher | Mål  | Matcher       | Mål           | Matcher            | Mål                | Matcher | Mål    |
| ------------------ | ------------------ | ------------------ | ------- | ---- | ------------- | ------------- | ------------------ | ------------------ | ------- | ------ |
| Tromsdalen (lån)   | 2018               | 1. divisjon        | 3       | 0    | 0             | 0             | —                  | —                  | 3       | 0      |
| Tromsdalen (lån)   | Totalt             | Totalt             | 3       | 0    | 0             | 0             | —                  | —                  | 3       | 0      |
| Tromsø             | 2019               | Eliteserien        | 2       | 0    | 1             | 1             | —                  | —                  | 3       | 1      |
| Tromsø             | 2020               | 1. divisjon        | 13      | 0    | 0             | 0             | —                  | —                  | 13      | 0      |
| Tromsø             | 2021               | Eliteserien        | 27      | 8    | 2             | 1             | —                  | —                  | 29      | 9      |
| Tromsø             | 2022               | Eliteserien        | 26      | 7    | 0             | 0             | —                  | —                  | 26      | 7      |
| Tromsø             | Totalt             | Totalt             | 68      | 15   | 3             | 2             | —                  | —                  | 71      | 17     |
| Hammarby IF        | 2023               | Allsvenskan        | 0       | 0    | 0             | 0             | —                  | —                  | 0       | 0      |
| Totalt i karriären | Totalt i karriären | Totalt i karriären | 71      | 15   | 3             | 2             | —                  | —                  | 74      | 17     |